# Acorn Atom
Acorn Atom — домашний компьютер, выпускавшийся компанией Acorn Computers с 1981 по 1983 год; был заменён компьютером BBC Micro (первоначальное название — Acorn Proton), а позднее — Acorn Electron.
Atom стал очередным шагом в ряду машин на основе MOS Technology 6502, которые компания выпускала с 1979 года. Atom был усечённой версией Acorn System 3 — без привода дисковода, но с интегрированной клавиатурой и с интерфейсом для кассетного магнитофона. Компьютер продавался в виде набора для сборки либо в виде готового изделия.
В минимальной конфигурации Atom располагал 2 килобайт ОЗУ и 8 килобайт ПЗУ, в то время как полная конфигурация включала по 12 килобайт каждого типа памяти. Также было доступно дополнительное ПЗУ с операциями над числами с плавающей точкой. Из 12 килобайт ОЗУ 5 были доступны для программ, 1 — для нулевой страницы и 6 — для графики высокого разрешения. Память нулевой страницы использовалась процессором для хранения стека и системных переменных, интерпретатор Бейсик хранил там до 27 переменных программы. Если графика высокого разрешения не требовалась, ещё 5,5 КБ верхней памяти можно было использовать под программы.
В компьютер был встроен интерпретатор собственного диалекта языка Бейсик (Atom BASIC). В программу можно было встраивать код на ассемблере, перед исполнением программы этот код ассемблировался.
Корпус компьютера был разработан индустриальным дизайнером Allen Boothroyd из компании Cambridge Product Design Ltd.
К компьютеру прилагалось печатное руководство, носившее название «Атомная теория и практика».

## Технические характеристики
- Процессор: MOS Technology 6502 на частоте 1 МГц
- Память: ОЗУ и ПЗУ — 2 и 8 килобайт в минимальной конфигурации, по 12 — в полной
- Графика на основе видеоконтроллера Motorola 6847
- Звук: 1 канал, встроенный динамик
- Размеры: 381×241×64 мм
- Порты ввода-вывода: порт для кассетного магнитофона (CUTS), выход на телевизор, параллельный порт принтера Centronics